# Longchamps-sur-Aire
Pour les articles homonymes, voir Longchamps.
Longchamps-sur-Aire est une commune française située dans le département de la Meuse, en région Grand Est.

## Géographie

### Communes limitrophes
| Neuville-en-Verdunois | Neuville-en-Verdunois | Courouvre            |
| Neuville-en-Verdunois | Longchamps-sur-Aire   | Pierrefitte-sur-Aire |
| Raival                | Pierrefitte-sur-Aire  | Pierrefitte-sur-Aire |

### Hydrographie
La commune est dans la région hydrographique « la Seine du confluent de l'Oise (inclus) à l'embouchure » au sein du bassin Seine-Normandie. Elle est drainée par l'Aire, le Ru, le canal Mortmoulin, le Fossé de la Harval, le Fossé 02 de la commune de Longchamp-sur-Aire, le Fossé du Château Florion, le Fossé 01 de la commune de Chaumont-sur-Aire et divers autres petits cours d'eau,.
L'Aire, d'une longueur de 125 km, prend sa source dans la commune de Saint-Aubin-sur-Aire, à 324 m d'altitude, et se jette  dans l'Aisne, en rive droite à Senuc, à 104 m d'altitude, après avoir traversé 36 communes. 

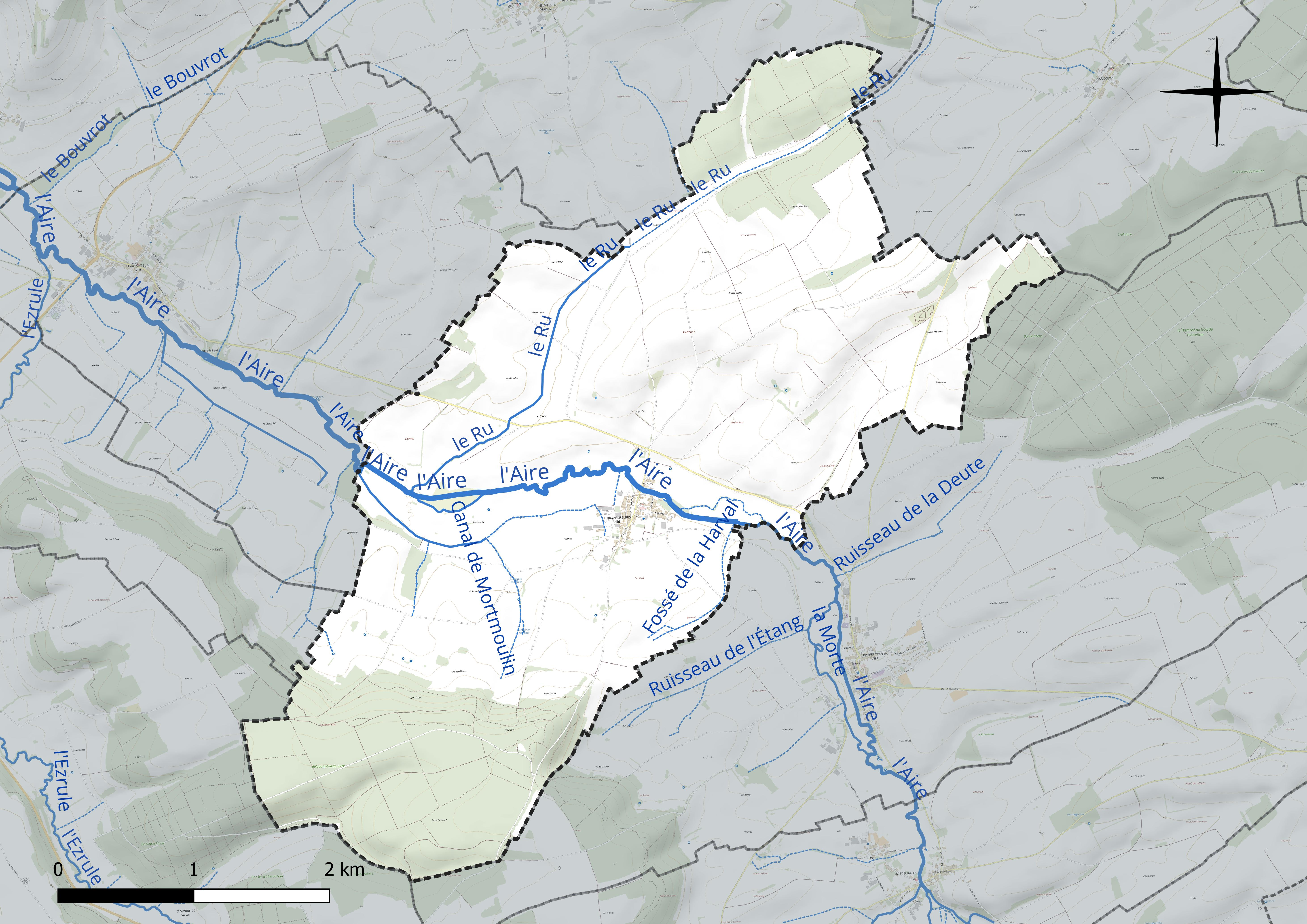
Réseau hydrographique de Longchamps-sur-Aire.

### Climat
Pour des articles plus généraux, voir Climat du Grand Est et Climat de la Meuse.
En 2010, le climat de la commune est de type climat de montagne, selon une étude du Centre national de la recherche scientifique s'appuyant sur une série de données couvrant la période 1971-2000. En 2020, Météo-France publie une typologie des climats de la France métropolitaine dans laquelle la commune est exposée à un climat océanique altéré et est dans la région climatique  Lorraine, plateau de Langres, Morvan, caractérisée par un hiver rude (1,5 °C), des vents modérés et des brouillards fréquents en automne et hiver. 
Pour la période 1971-2000, la température annuelle moyenne est de 9,7 °C, avec une amplitude thermique annuelle de 16,1 °C. Le cumul annuel moyen de précipitations est de 1 027 mm, avec 14 jours de précipitations en janvier et 9,6 jours en juillet. Pour la période 1991-2020, la température moyenne annuelle observée sur la station météorologique de Météo-France la plus proche, « Chaumont_sapc », sur la commune de Chaumont-sur-Aire à 4 km à vol d'oiseau, est de 10,8 °C et le cumul annuel moyen de précipitations est de 850,0 mm. 
La température maximale relevée sur cette station est de 41,1 °C, atteinte le 25 juillet 2019 ; la température minimale est de −15,5 °C, atteinte le 20 décembre 2009,,. 
Les paramètres climatiques de la commune ont été estimés pour le milieu du siècle (2041-2070) selon différents scénarios d'émission de gaz à effet de serre à partir des nouvelles projections climatiques de référence DRIAS-2020. Ils sont consultables sur un site dédié publié par Météo-France en novembre 2022.

## Urbanisme

### Typologie
Au 1er janvier 2024, Longchamps-sur-Aire est catégorisée commune rurale à habitat dispersé, selon la nouvelle grille communale de densité à sept niveaux définie par l'Insee en 2022.
Elle est située hors unité urbaine. Par ailleurs la commune fait partie de l'aire d'attraction de Bar-le-Duc, dont elle est une commune de la couronne,. Cette aire, qui regroupe 86 communes, est catégorisée dans les aires de 50 000 à moins de 200 000 habitants,.

### Occupation des sols
L'occupation des sols de la commune, telle qu'elle ressort de la base de données européenne d’occupation biophysique des sols Corine Land Cover (CLC), est marquée par l'importance des territoires agricoles (73,5 % en 2018), en augmentation par rapport à 1990 (72,5 %). La répartition détaillée en 2018 est la suivante : 
terres arables (52,7 %), forêts (25 %), prairies (20,8 %), zones urbanisées (1,6 %). L'évolution de l’occupation des sols de la commune et de ses infrastructures peut être observée sur les différentes représentations cartographiques du territoire : la carte de Cassini (XVIIIe siècle), la carte d'état-major (1820-1866) et les cartes ou photos aériennes de l'IGN pour la période actuelle (1950 à aujourd'hui).

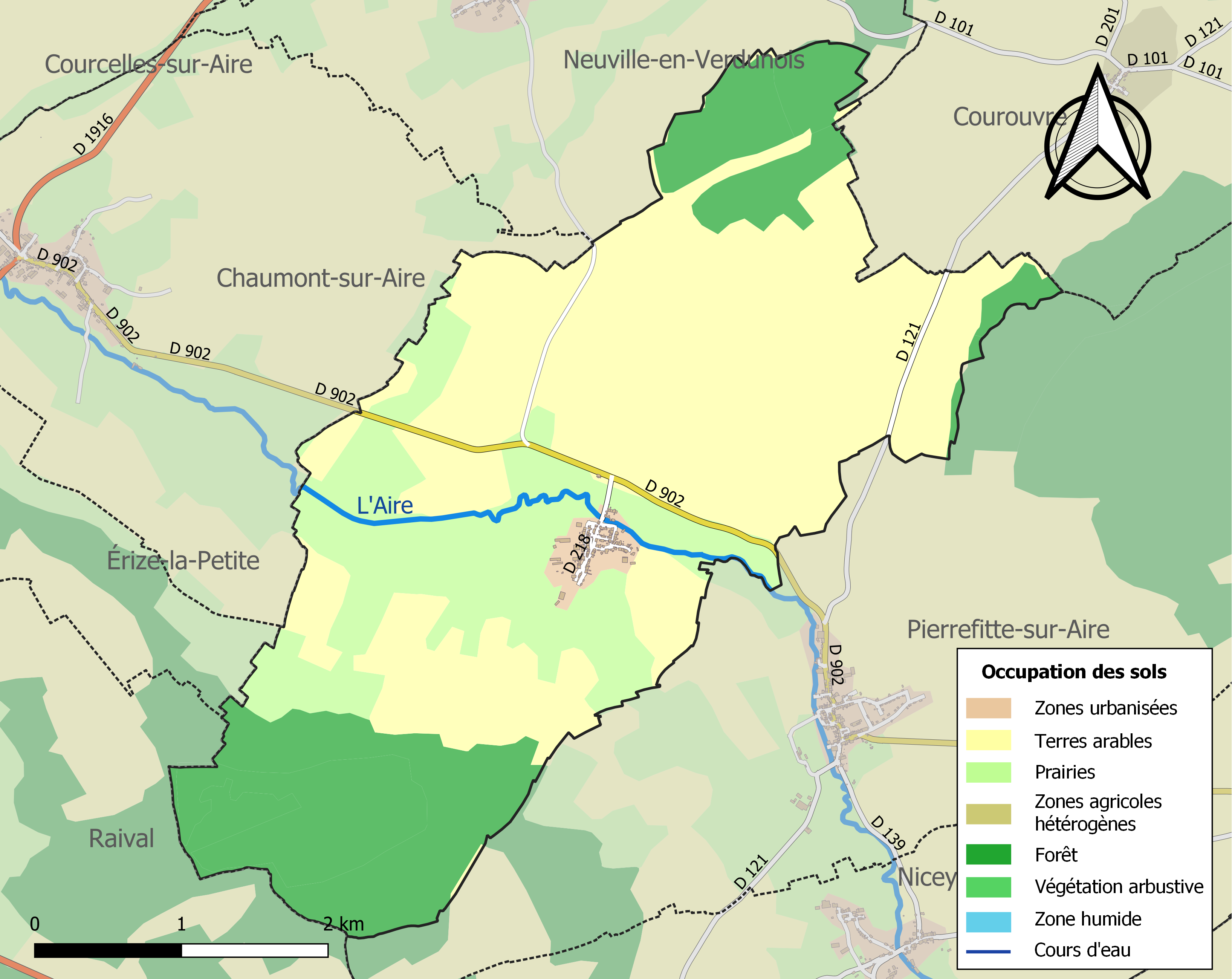
Carte des infrastructures et de l'occupation des sols de la commune en 2018 (CLC).

## Toponymie
Le nom de la localité est attesté sous les formes Longus-campus (984) ; De Longo-campe (1179) ; Lonc-Champ (1244) ; Longus-campus supra Jeram (1402) ; Lonchamp (1571) ; Long-Champ (1711) ; Longchamps (1749).

Il s'agit de la formation toponymique médiévale long champ dans laquelle le mot champ doit s'entendre au sens de « plaine dénudée, plaine cultivée », par opposition au bocage.[réf. nécessaire]
L'Aire est une rivière française, dans les départements de la Meuse et des Ardennes, affluent droit de l'Aisne, donc un sous-affluent de la Seine par l'Oise.

## Politique et administration
| Période                                  | Période   | Identité            | Étiquette | Qualité               |
| ---------------------------------------- | --------- | ------------------- | --------- | --------------------- |
| Les données manquantes sont à compléter. |           |                     |           |                       |
| mars 2001                                | mars 2014 | Jean-Luc Nicolas    | DVD       |                       |
| mars 2014                                | mai 2020  | Jean-Marie Josselin |           | Employé administratif |
| mai 2020                                 | En cours  | Séverine Macinot    |           | Agent de maîtrise     |

## Population et société

### Démographie
L'évolution du nombre d'habitants est connue à travers les recensements de la population effectués dans la commune depuis 1793. Pour les communes de moins de 10 000 habitants, une enquête de recensement portant sur toute la population est réalisée tous les cinq ans, les populations de référence des années intermédiaires étant quant à elles estimées par interpolation ou extrapolation. Pour la commune, le premier recensement exhaustif entrant dans le cadre du nouveau dispositif a été réalisé en 2007.

En 2022, la commune comptait 120 habitants, en évolution de −2,44 % par rapport à 2016 (Meuse : −4,4 %, France hors Mayotte : +2,11 %).
| 1793 | 1800 | 1806 | 1821 | 1831 | 1836 | 1841 | 1846 | 1851 |
| ---- | ---- | ---- | ---- | ---- | ---- | ---- | ---- | ---- |
| 454  | 495  | 516  | 498  | 509  | 519  | 501  | 493  | 503  |

| 1856 | 1861 | 1866 | 1872 | 1876 | 1881 | 1886 | 1891 | 1896 |
| ---- | ---- | ---- | ---- | ---- | ---- | ---- | ---- | ---- |
| 474  | 463  | 448  | 430  | 428  | 408  | 387  | 381  | 362  |

| 1901 | 1906 | 1911 | 1921 | 1926 | 1931 | 1936 | 1946 | 1954 |
| ---- | ---- | ---- | ---- | ---- | ---- | ---- | ---- | ---- |
| 372  | 370  | 367  | 290  | 274  | 265  | 250  | 234  | 241  |

| 1962 | 1968 | 1975 | 1982 | 1990 | 1999 | 2006 | 2007 | 2012 |
| ---- | ---- | ---- | ---- | ---- | ---- | ---- | ---- | ---- |
| 238  | 211  | 157  | 144  | 131  | 137  | 145  | 146  | 129  |

| 2017 | 2022 | - | - | - | - | - | - | - |
| ---- | ---- | - | - | - | - | - | - | - |
| 122  | 120  | - | - | - | - | - | - | - |

## Culture locale et patrimoine

### Lieux et monuments
- Église Saint-Martin.

### Héraldique
| Blason de Longchamps-sur-Aire | Blason  | De gueules au pal d'or chargé d'une tête d'aigle arrachée de sable lampassée de gueules en chef, accosté de deux hures de sanglier affrontées d'or défendues d'argent ; à la champagne ondée d'azur. |
| Blason de Longchamps-sur-Aire | Détails | Création de R.A. Louis avec les conseils de la Commission héraldique UCGL. Adopté par la commune en septembre 2013.                                                                                  |